# NGC 1195
NGC 1195 ist eine elliptische Galaxie vom Hubble-Typ E/S0 im Sternbild Eridanus am Südsternhimmel. Sie ist rund 173 Millionen Lichtjahre von der Milchstraße entfernt und hat einen Durchmesser von etwa 30.000 Lichtjahren. Gemeinsam mit NGC 1196 bildet sie das Galaxienpaar Holm 65.

Im selben Himmelsareal befinden sich u. a. die Galaxien NGC 1200, NGC 1204, IC 285, IC 287.
Das Objekt wurde am 8. Januar 1877 von dem dänischen Astronomen John Dreyer entdeckt.